# Zhaoyuan
Pour les articles homonymes, voir Zhaoyuan (homonymie).
Zhaoyuan (招远 ; pinyin : Zhāoyuǎn) est une ville de la province du Shandong en Chine. C'est une ville-district placée sous la juridiction administrative de la ville-préfecture de Yantai. Elle est notamment connue pour le meurtre sectaire du McDonald’s de Zhaoyuan, qui en 2014 fit la une de la presse mondiale.

## Démographie
La population du district était de 577 788 habitants en 1999.